# Karl Eule
Karl Eule (* 1776 in Hamburg; † 30. August 1827 ebenda) war ein deutscher Komponist und Musikdirektor.

## Leben
Karl Eule war der Sohn von Gottfried Eule und Marianne Baumann. Er widmete sich der Musik und wurde Musikdirektor am Hamburger Theater. Er starb am 30. August 1827. Neben Klavier- und Kammermusik schrieb er die zu ihrer Zeit beliebten Operetten Die verliebten Werber (1797), Der Unsichtbare, Giaffar und Zaide und Das Amt- und Wirthshaus.